# Championnat de Chypre de football 2002-2003
Navigation
Saison précédente Saison suivante
La saison 2002-2003 du Championnat de Chypre de football était la 65e édition du championnat de première division de Chypre. Les 14 meilleurs clubs du pays se retrouvent au sein d'une poule unique, la Cypriot First Division, où ils s'affrontent deux fois, à domicile et à l'extérieur. À l'issue du championnat, les trois derniers du classement sont directement relégués en D2 et remplacés par les trois meilleurs clubs de deuxième division.
C'est l'Omonia Nicosie qui remporte la compétition en terminant en tête du championnat. C'est le 19e titre de champion de Chypre de l'histoire du club.

## Les 14 clubs participants
| - Omonia Nicosie - Olympiakos Nicosie - AEL Limassol - Anorthosis Famagouste - APOEL Nicosie - Apollon Limassol - AEK Larnaca | - AE Paphos - Enosis Neon Paralimni - Aris Limassol - Promu de D2 - Ethnikos Achna - Nea Salamina Famagouste - Promu de D2 - Digenis Morphou - Promu de D2 - Alki Larnaca |

## Compétition

### Classement
Le barème utilisé pour établir le classement est le suivant :
- Victoire : 3 points
- Match nul : 1 point
- Défaite : 0 point

| Rang | Équipe                    | Pts | J  | G  | N  | P  | Bp | Bc | Diff |
| ---- | ------------------------- | --- | -- | -- | -- | -- | -- | -- | ---- |
| 1    | Omonia Nicosie            | 60  | 26 | 18 | 6  | 2  | 68 | 22 | +46  |
| 2    | Anorthosis Famagouste C   | 59  | 26 | 19 | 2  | 5  | 65 | 30 | +35  |
| 3    | APOEL Nicosie T           | 55  | 26 | 16 | 7  | 3  | 55 | 24 | +31  |
| 4    | Olympiakos Nicosie        | 52  | 26 | 16 | 4  | 6  | 56 | 29 | +27  |
| 5    | AEL Limassol              | 39  | 26 | 11 | 6  | 9  | 56 | 45 | +11  |
| 6    | Ethnikos Achna            | 37  | 26 | 10 | 7  | 9  | 35 | 32 | +3   |
| 7    | AE Paphos                 | 37  | 26 | 11 | 4  | 11 | 38 | 45 | -7   |
| 8    | AEK Larnaca               | 32  | 26 | 9  | 5  | 12 | 43 | 50 | -7   |
| 9    | Digenis Morphou P         | 31  | 26 | 9  | 4  | 13 | 40 | 40 | 0    |
| 10   | EN Paralimni              | 31  | 26 | 8  | 7  | 11 | 39 | 40 | -1   |
| 11   | Apollon Limassol          | 31  | 26 | 8  | 7  | 11 | 42 | 46 | -4   |
| 12   | Nea Salamina Famagouste P | 29  | 26 | 6  | 11 | 9  | 39 | 40 | -1   |
| 13   | Aris Limassol P           | 9   | 26 | 2  | 3  | 21 | 31 | 92 | -61  |
| 14   | Alki Larnaca              | 6   | 26 | 1  | 3  | 22 | 21 | 93 | -72  |

|  | Qualification pour la Ligue des clubs champions 2003-2004                              |
|  | Qualification pour la Coupe UEFA 2003-2004                                             |
|  | Qualification pour la Coupe Intertoto 2003                                             |
|  | Relégation en Cypriot Second Division                                                  |
|  | T : Tenant du titre C : Vainqueur de la Coupe de Chypre P : Promu de deuxième division |

## Bilan de la saison
| Championnat de Chypre de football 2002-2003                     |                            |
| Champion                                                        | Omonia Nicosie (19e titre) |
| Coupes et trophées                                              |                            |
| Vainqueur de la Coupe de Chypre 2002-2003                       | Anorthosis Famagouste      |
| Vainqueur de la Supercoupe de Chypre                            | APOEL Nicosie              |
| Qualifications continentales                                    |                            |
| Ligue des clubs champions 2003-2004 (1er tour de qualification) | Omonia Nicosie             |
| Coupe UEFA 2003-2004                                            | APOEL Nicosie              |
| Coupe UEFA 2003-2004                                            | Anorthosis Famagouste      |
| Coupe Intertoto 2003                                            | Ethnikos Achna             |
| Promotions et relégations                                       |                            |
| Promus en Cypriot First Division                                | Anagennisi Dherynia        |
| Promus en Cypriot First Division                                | Doxa Katokopia             |
| Promus en Cypriot First Division                                | Onísilos Sotíras           |
| Relégués en Cypriot Second Division                             | Nea Salamina Famagouste    |
| Relégués en Cypriot Second Division                             | Aris Limassol              |
| Relégués en Cypriot Second Division                             | Alki Larnaca               |